# Byttneria
Byttneria är ett släkte av malvaväxter. Byttneria ingår i familjen malvaväxter.

## Bildgalleri

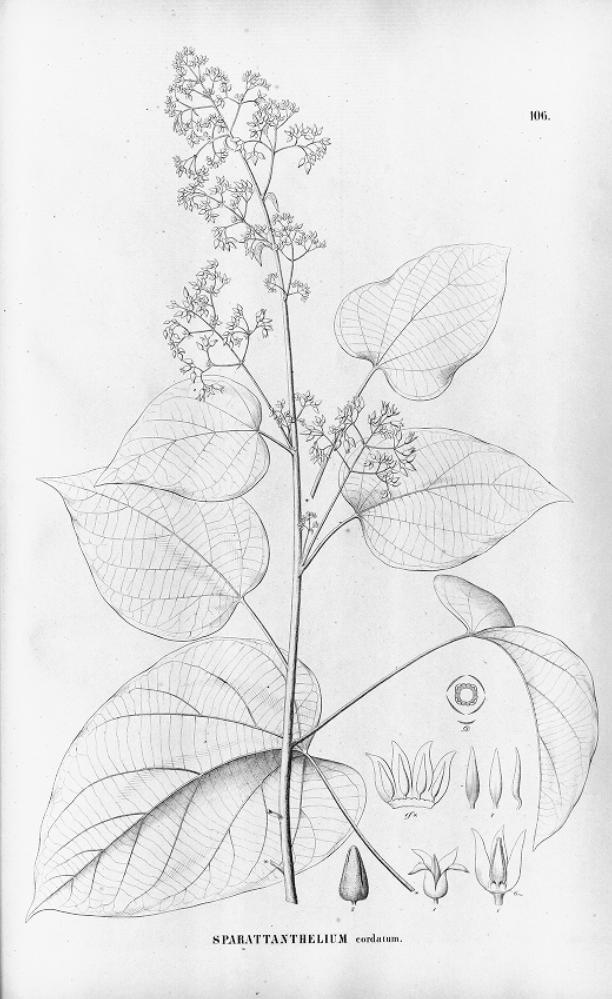

## Dottertaxa tillByttneria, i alfabetisk ordning[1]
- Byttneria abutiloides
- Byttneria aculeata
- Byttneria affinis
- Byttneria ambongensis
- Byttneria ancistrodonta
- Byttneria andamanensis
- Byttneria angulata
- Byttneria aristeguietae
- Byttneria asplundii
- Byttneria asterotricha
- Byttneria atrata
- Byttneria attenuatifolia
- Byttneria aurantiaca
- Byttneria australis
- Byttneria baronii
- Byttneria beccarii
- Byttneria benensis
- Byttneria bernieri
- Byttneria besalampensis
- Byttneria beyrichiana
- Byttneria biloba
- Byttneria capillata
- Byttneria caripensis
- Byttneria catalpifolia
- Byttneria celebica
- Byttneria celtoides
- Byttneria cordata
- Byttneria cordifolia
- Byttneria coriacea
- Byttneria corylifolia
- Byttneria crenulata
- Byttneria cristobaliana
- Byttneria curtisii
- Byttneria dahomensis
- Byttneria decaryana
- Byttneria dentata
- Byttneria divaricata
- Byttneria ekmanii
- Byttneria elliptica
- Byttneria ellipticifolia
- Byttneria erosa
- Byttneria fernandesii
- Byttneria filipes
- Byttneria flaccida
- Byttneria flexuosa
- Byttneria fluvialis
- Byttneria fontis
- Byttneria fruticosa
- Byttneria fulva
- Byttneria gayana
- Byttneria genistella
- Byttneria glabra
- Byttneria glazioui
- Byttneria gracilipes
- Byttneria grandifolia
- Byttneria guineensis
- Byttneria hatschbachii
- Byttneria herbacea
- Byttneria heteromorpha
- Byttneria heterophylla
- Byttneria hirsuta
- Byttneria hirta
- Byttneria humbertiana
- Byttneria idroboi
- Byttneria implacabilis
- Byttneria integrifolia
- Byttneria irwinii
- Byttneria ivorensis
- Byttneria jackiana
- Byttneria jaculifolia
- Byttneria jaramilloana
- Byttneria lancifolia
- Byttneria lasiophylla
- Byttneria latipetala
- Byttneria lobata
- Byttneria lopez-mirandae
- Byttneria loxensis
- Byttneria lucida
- Byttneria macrantha
- Byttneria macrophylla
- Byttneria maingayi
- Byttneria mastersii
- Byttneria melantha
- Byttneria melastomifolia
- Byttneria melleri
- Byttneria microphylla
- Byttneria minytricha
- Byttneria mollis
- Byttneria morifolia
- Byttneria morii
- Byttneria nitidula
- Byttneria nossibeensis
- Byttneria obcordata
- Byttneria obliqua
- Byttneria oblongata
- Byttneria oblongifolia
- Byttneria obtusata
- Byttneria oligacantha
- Byttneria oligantha
- Byttneria oranensis
- Byttneria osaensis
- Byttneria ostenii
- Byttneria ovata
- Byttneria ovatifolia
- Byttneria palustris
- Byttneria parviflora
- Byttneria pedersenii
- Byttneria perrieri
- Byttneria pescapraeifolia
- Byttneria petiolata
- Byttneria pilosa
- Byttneria piresii
- Byttneria ramosissima
- Byttneria reinwardtii
- Byttneria rhamnifolia
- Byttneria rojasii
- Byttneria rubriflora
- Byttneria sagasteguii
- Byttneria sagittifolia
- Byttneria sambiranensis
- Byttneria scabra
- Byttneria scabrida
- Byttneria scalpellata
- Byttneria schumannii
- Byttneria schunkei
- Byttneria sparrei
- Byttneria stenophylla
- Byttneria subsessilis
- Byttneria tahitensis
- Byttneria tortilis
- Byttneria triadenia
- Byttneria tucumanensis
- Byttneria uaupensis
- Byttneria urosepala
- Byttneria urticifolia
- Byttneria vargasii
- Byttneria weberbaueri
- Byttneria wingfieldii
- Byttneria vitifolia
- Byttneria voulily